# Burgstelle Spisegg
Die Burgstelle Spisegg bezeichnet die Stelle einer ehemaligen Höhenburg und steht im Regionaldialekt für eine spitzförmige Geländekante. in der Gemeinde Gaiserwald im schweizerischen Kanton St. Gallen. Die Stelle befindet sich auf einer steilen Erhebung nördlich der alten Spiseggbrücke aus dem 18. Jahrhundert und oberhalb eines aufgegebenen Wasserreservoirs. Auf normalen Wegen ist die Burgstelle nicht zu erreichen. Geblieben sind noch Reste eines Fundaments bestehend aus grossen Steinblöcken mit Mörtelresten.

## Lage

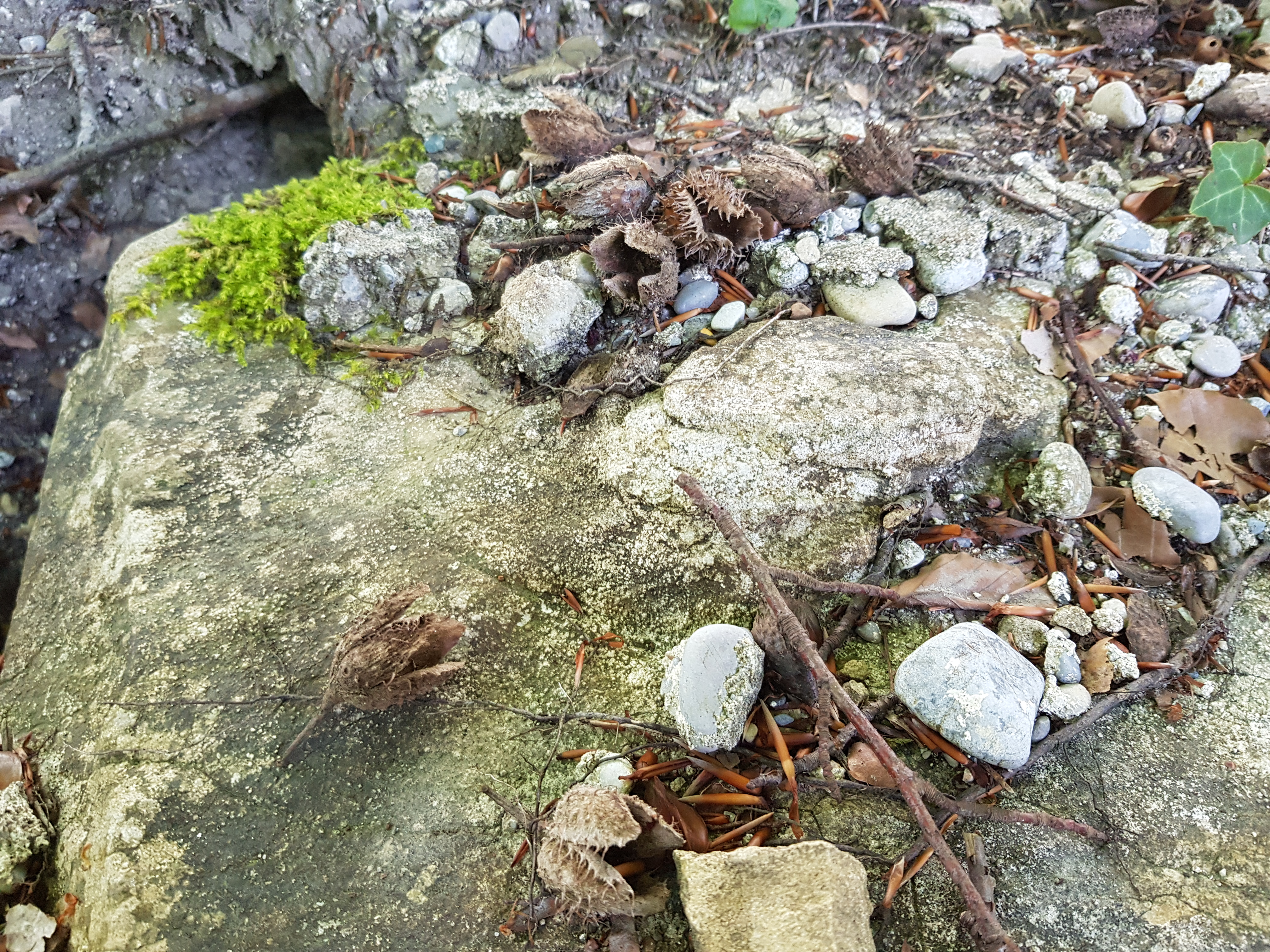
Steine mit Mörtel am Platz des Burgstalles Spisegg

Der Burgstall befindet sich östlich des Ortsteiles St. Josefen und nordöstlich eines Umlenkbogens der Sitter, die hier an der Südwest-Nordost verlaufenden Geländekante entlangfliest. Hier befindet sich noch heute unterhalb ein Flussübergang, der wohl wie die Feste Sturzenegg Grund des Burgenbbaues war. Am Burgstall stösst eine Spornkante von Nordnordosten auf den Fluss.

## Geschichtliches
Über die ehemalige Anlage ist wenig bekannt. Sie gehörte vermutlich den Herren Spiser (Spyser) von Spissegg, wohl Niederadel, die aus der rund 100 Jahre älteren Streusiedlung Spisegg zu Füssen des Burgberges kommt. Errichtet im Hochmittelalter, vermutlich vor 1366. 1389 wird ein Ruedolffen Spiser von Spisegg und 1402 eine Ruedin Spiser von Spißegg noch urkundlich genannt. Noch 1504 wurde die Burg als Burglehen an Arnold Winkelried (* vor 1481, † 27.2.1522), 1512 Hauptmann der Schweizergarde in Mailand und ab  1514 zum Ritter geschlagen, vergeben. Derselbe ist vermutlich Vorbild des mystischen Arnold Winkelried.
Nach 1560 ist die Burg schon wieder verfallen.

## Sage

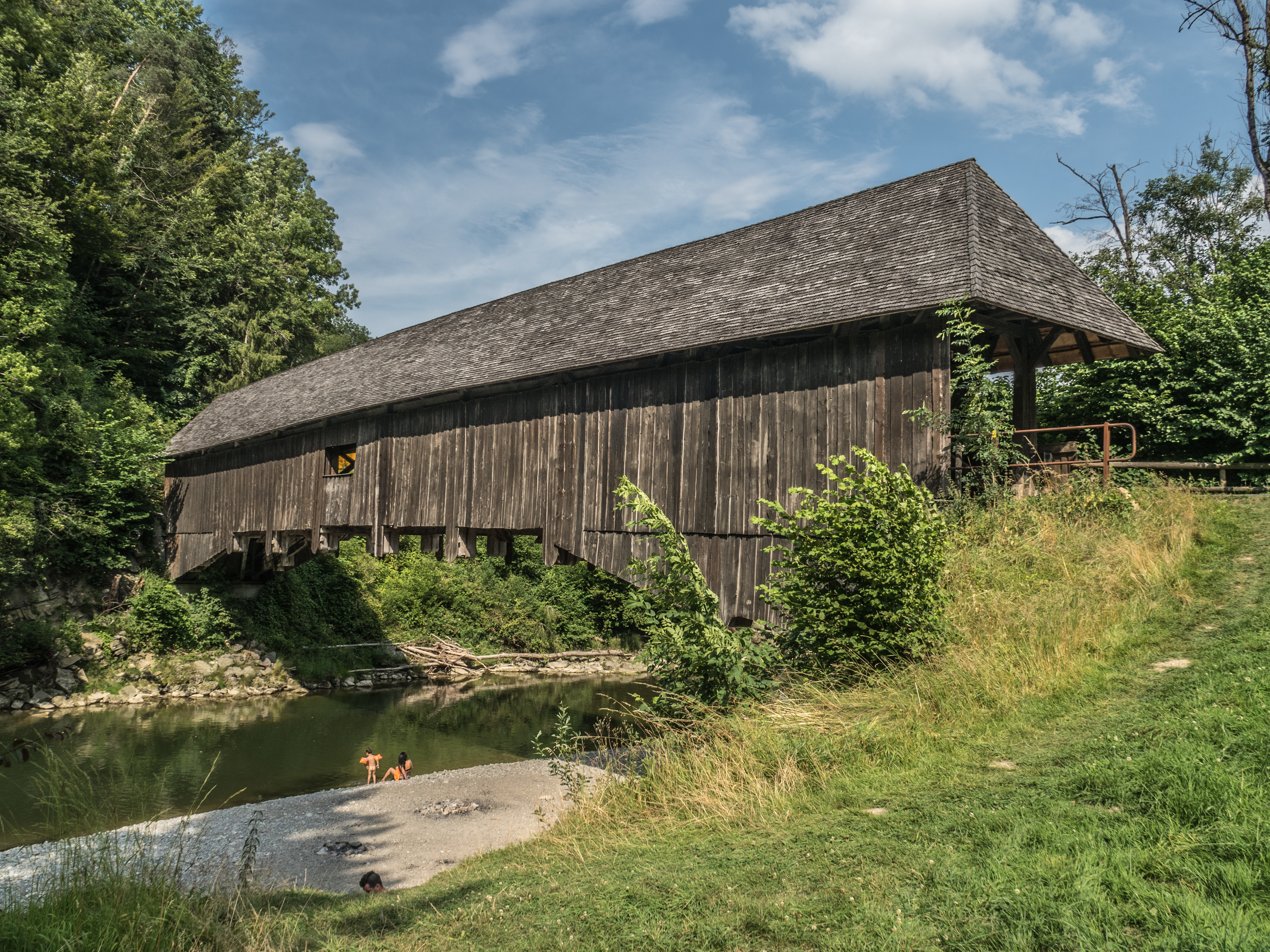
Die alte Spiseggbrücke unterhalb der Burg auf deren Vorgängern die Sage beruht

Es besteht eine Sage von einer Burg Spisegg, welche in der Nähe der Holzbrücke gestanden hatte. Gleich daneben wohnte in einer Höhle ein Drache (Lindwurm), welcher die Bewohner der Burg terrorisierte. Ein tapferer Ritter entschied sich eines Tages des Drachens zu entledigen und tötete diesen nach einem langen Kampf mit einem Speer. Angeblich soll die Burg Spisegg später in den Fluss Sitter gerutscht sein.
Der Siedlungsteil westlich des Burgberges heisst heute noch Drachenloch und der Drachenlochweg führt von dort südlich oberhalb der Sitter am Burgberg vorbei.